# Ислам в годы Великой Отечественной войны
Во время Второй мировой войны изменилась официальная политика в отношении конфессий. Религиозные организации в СССР получили возможность продолжать свою деятельность, но на очень жёстких условиях. Впрочем до 1944 года мусульманское духовенство СССР (особенно среднеазиатское) особой активности не проявляло. Это было связано с тем, что мусульманское духовенство к 1941 году было крайне ослаблено репрессиями. Формально Постановление 1929 года не было отменено или изменено в годы войны. Однако в военный период были приняты нормативно-правовые акты, которые фактически сняли части ограничений с религиозных организаций — в частности, предоставили им некоторые права юридических лиц. Кроме того, советские власти в период войны фактически разрешили (а иногда даже способствовали) тому, что религиозные организации занялись прямо запрещённой Постановлением 1929 года благотворительностью в форме сбора средств и вещей в поддержку действующей армии, а также нуждающихся категорий населения (например, семей фронтовиков, беспризорных детей). Кроме того, в отношении мусульманских служителей (как и духовных лиц других конфессий) в годы войны был ослаблен налоговый пресс.
Война привела к тому, что временно практически прекратилась антиисламская (как и антирелигиозная) пропаганда в СССР. Это было связано во многом с материальными трудностями советской власти — из-за нехватки бумаги прекратился в 1941—1942 годах выпуск значительной части периодических изданий. Тиражи, периодичность выхода и объём имевшихся изданий были сокращены. Сокращённые тиражи тоже выпускать было не на чём. В 1942 году требовалось для нужд СССР 6,5 тонн газетной бумаги в месяц, но в среднем производили только 4,1 тонны газетной бумаги в месяц.
Впервые более, чем за 10 лет были разрешены (и организованы под контролем советских властей) хадж и шиитские паломничества к иранским святым местам. Конечно, количество паломников было единичным и было ориентировано прежде всего на пропаганду за рубежом, что в СССР имеется свобода вероисповедания.
Мусульманские религиозные организации с осени 1941 года поддержали советскую власть, встав на «патриотическую» позицию. Первыми в поддержку Советской власти выступили мусульманские лидеры Поволжья и Казахстана — местностей, которые ещё до 1917 года были наиболее лояльны российской власти. Именно в этих местностях было собрано мусульманами наибольшее количество средств в помощь Красной Армии. Мусульманские лидеры других советских местностей, прежде всего Средней Азии, поддержали советскую власть только с 1943 года и особенно с 1944 года. Их помощь была меньшей.
Фактор оккупации не сыграл для советских мусульман существенной роли, хотя немцы в период оккупации в пропагандистских целях поощряли открытие мечетей и деятельность мусульманского духовенства. Это было связано с тремя причинами. Во-первых, оккупации подверглась лишь незначительная часть мусульманских территорий СССР. Во-вторых, оккупация в мусульманских территориях (кроме Крыма) была очень короткой — несколько месяцев 1942 года. В-третьих, значительная часть мусульманских народов, переживших оккупацию, была уже в 1944 году депортирована с мест своего проживания, а их мечети были закрыты. Так, в Крыму за время оккупации для крымских татар открылись более 50 мечетей. После того, как в 1944 году крымские татары были высланы в Среднюю Азию, и вплоть до 1988 года в Крыму не было ни одной зарегистрированной мусульманской общины.
Мечети, расположенные на территориях, откуда мусульманское население массово не депортировалось (например, в Кабардинской АССР) были после освобождения зарегистрированы советскими органами.
Сотрудничество мусульман и духовенства с оккупантами в период Великой Отечественной войны имело место. В немецком плену в 1941—1942 годах оказалось много советских военнослужащих, среди которых были представители мусульманских народов. Небольшая часть из них пошла на службу к гитлеровцам, в том числе влилась в сформированные ими боевые соединения. Эти части были сформированы не по религиозному признаку, но в них появились должности военных мулл. Соединения из советских мусульман принимали участие в боевых действиях как против партизан, так и против Красной Армии. Боеспособность мусульманских коллаборационистских соединений была крайне низкой, особенно это характерно для татарских частей. В коллаборационистских частях, сформированных из татар и других народов Поволжья, было распространено дезертирство, были случаи убийства немецких офицеров.
Япония в годы войны не придавала особого значения использованию мусульман для борьбы против советской власти, хотя на контролируемых японцами территориях Китая существовала мусульманская белая эмиграция. Начальник второго разведывательного отдела штаба Квантунской армии полковник Асада Сабура показал 2 декабря 1946 года:
Японский Генштаб считал, что в СССР имеется слишком мало мусульман для того, чтобы использовать Курбангали для работы против СССР, и поэтому никаких заданий антисоветского характера Курбангали со стороны японского штаба не давалось

## Ислам на неоккупированных территориях СССР
22 июня 1941 года фактически прекратился выпуск в СССР антирелигиозной литературы. Впрочем атеистическая пропаганда по-прежнему велась некоторое время. Например, на территории занятого советско-английскими войсками в начале войны Ирана, советские органы вели атеистическую пропаганду.
Мусульманское духовенство по примеру руководства Русской православной церкви уже в 1941 году призвало верующих поддержать Советскую власть в борьбе с немецко-фашистскими захватчиками. Первым к верующим обратились духовные лидеры мусульман Поволжья. 2 сентября 1941 года председатель Центрального духовного управления мусульман Г. З. Расулев написал обращение «Ко всем приходам мусульман», в котором со ссылками на Коран и хадисы призвал мусульман на фронте и в тылу не жалеть сил в борьбе против захватчиков.
15-17 мая 1942 года в Уфе собрался Меджилис-Гулями (расширенное совещание исламских руководителей), который принял воззвание к мусульманами. В нём верующим разъяснялось, что победа над фашизмом спасёт весь мир (в том числе мусульманскую цивилизацию) от разрушения. НКВД СССР принял меры по распространению этого воззвания среди мусульман. К концу сентября вышло по 4,5 тыс. экземпляров воззвания на татарском и казахском языках, 3 тыс. экземпляров на узбекском языке и по 2 тыс. экземпляров на таджикском, туркменском и киргизском языках.
В Средней Азии мусульманское духовенство с началом войны активизировалось, но советскую власть первое время не поддерживало. Советский писатель Пётр Скосырев находился в Ташкенте и описал сложившуюся там ситуацию:

Недели две тому назад в старом городе появилось большое количество каландаров. Они ходят по всем махаллям и, останавливаясь у ворот каждого дома, начинают петь мистические стихи. Человек шесть пришлых издалека каландаров поселились в ямах около мазара «Олам Вардор». Один из них, распевая мистические стихи и пророчествуя, собрал, по словам одного моего собеседника, в течение дня до 30 тысяч рублей. Многие женщины бросали ему по тридцатке. С другим, я заговорил по-таджикски, и на мой вопрос, откуда он пришёл, каландар ответил: «Из Таджикистана».
Есть другие показатели роста мистических настроений: в махалле Каттабаг в молениях во время Ураза-хаита участвовало около 15 тысяч человек. То же можно было наблюдать в других махаллях. Целый ряд ишанов, например, крупнейший ишан Бобохан, стали устраивать молчаливые зикры.
Активность духовенства явно направлена против нас. Когда одного муллу в Маргелане просили сделать обрезание ребёнку, он ответил: «сейчас я боюсь, подождите немного, придут немцы, тогда я сделаю»
С конца 1942 года о поддержке советской власти заявляет среднеазиатское мусульманское духовенство. В конце декабря 1942 года И. Бабаханов, вокруг которого группировались мусульманские авторитеты Средней Азии и Казахстана, обратился к Г. З. Расулеву с просьбой выяснить отношение советских властей к предстоящему созданию Духовного управления мусульман Средней Азии и Казахстана. Вслед за этим мусульманские духовные лидеры Средней Азии объявили на митинге в Ташкенте 31 января 1943 года газават фашистам.
За воззваниями начался сбор средств мусульманскими лидерами в пользу Красной Армии. Начали его мусульмане Поволжья. 3 марта 1943 года в «Известиях» была опубликована телеграмма Г. З. Расулева о том, что он пожертвовал на строительство танковой колонны 50 тыс. рублей личных средств и призывает единоверцев также делать пожертвования. Телеграмму сопровождала личная благодарность И. В. Сталина. В дальнейшем мусульмане Поволжья и Казахстана лидировали по суммам собранных пожертвований среди единоверцев. Например, за 1944 — I квартал 1945 года мусульмане Татарской АССР сдали в Фонд Красной армии и в помощь населению Орловской области. Мусульмане Казахской ССР за I квартал 1945 года сдали 1 035 320 рублей и много продуктов.
В Средней Азии мусульманское духовенство провело небольшой сбор пожертвований на нужды обороны. Лидерам были мусульмане Казахстана. К 5 октября 1943 года в Фонд обороны мусульмане Казахской ССР передали 397 тыс. рублей и 1090 центнеров зерна, а также некоторое количество скота и домашней птицы. Помощь от более многочисленной мусульманской общины Узбекской ССР оказалась намного меньшей. К 5 октября 1943 года мусульмане Узбекской ССР передали в Фонд обороны только 100 тысяч рублей. Всего же за годы войны Духовное управление мусульман Средней Азии и Казахстана собрало 1280 тыс. рублей.
Пожертвования сдавали также мусульмане Северного Кавказа. Мусульмане Кабардинской АССР за I квартал 1945 года сдали 80 тысяч рублей в Фонд Красной Армии.
20 октября 1943 года на съезде мусульман Средней Азии и Казахстана в Ташкенте было принято патриотическое обращение к мусульманам СССР. Кроме того, созданное Духовное управление мусульман Средней Азии и Казахстана (САДУМ) организовало сбор средств на танковую колонну. Сбор средств на боевую технику в мусульманских местностях дал отличные результаты. В Узбекской ССР собрали 365 млн рублей, в Туркменской ССР — 243 млн рублей, в Казахской ССР — 470 млн рублей.
После создания САДУМ Советская власть пошла на ряд послаблений для мусульманского духовенства — были выпущены из мест заключения некоторые муллы, разрешён сбор закята. Было разрешено выпустить фетву об обязательности закята в размере 200 рублей, если мусульманин «имеет сверх потребности, богатство на каждого 16 000 руб.». Власти оказывали содействие муллам во взимании с верующих религиозных сборов — размещали работником мусульманских структур в помещениях исполкомов, выдавали сборщикам командировочные удостоверения. Началось открытие мечетей. Мусульманское духовенство (как и служители других конфессий) было освобождено от мобилизации в армию. Конечно, это освобождение на практике мало что значило — большинство служителей были пожилыми людьми. Кроме того, постановление об освобождении от мобилизации служителей культов вышло 26 февраля 1945 года — то есть за два месяца до завершения боевых действий. Но моральное значение этого решения было велико.
Сбор пожертвований на завершающем этапе войны поощрялся властями открыто. Муллы собирали средства не только на боевую технику, но и на помощь нуждающимся семьям фронтовиков (как в денежной, так и в натуральной формах). Мусульмане подписывались также на облигации государственного займа. В качестве пожертвований сдавались не только деньги. В Туркменской ССР было собрано более 7 тонн национальных серебряных украшений.
Мусульманское духовенство было допущено до работы с военнослужащими. В документах Закавказского фронта содержатся сведения о том, что муллы с минаретов призывали верующих вступать в ряды Красной Армии, некоторые мусульманские священнослужители командовали советскими партизанскими отрядами. В 1944 году лидеры советских мусульман впервые за многие годы вышли на международный уровень — был осуществлён хадж из СССР. В мае 1945 года лидерам советских шиитов разрешили посетить Иран, в том числе священные для шиитов города Мешхед и Кум.
Кроме того, в период Великой Отечественной войны была приостановлена мобилизация в армию многих мусульманских народов, начатая в 1938—1939 годах. Это обстоятельство благоприятствовало распространению ислама, так как в условиях службы в действующей армии не было возможности соблюдать все обряды. 30 июля 1942 года приказ Народного комиссара обороны № 0585 «до особых указаний» запретил призыв в армию представителей коренных народов трёх горских мусульманских автономий Северного Кавказа (Чечено-Ингушской, Кабардино-Балкарской и Дагестанской АССР). После освобождения в январе 1943 года горских автономий, призыв в РККА там немедленно начался, но мобилизовывали только лиц европейских национальностей. Директива Главного управления формирований и комплектования Красной Армии № М/1/1493 от 9 октября 1943 года запрещала призыв военнообязанных и призывников карачаевской, черкесской и адыгской национальностей. В итоге к ноябрю 1943 года на Северном Кавказе было 93 тыс. человек, не мобилизованных по национальному признаку. Кроме того, начался массовый отток мусульман-карачаевцев с фронта по предлогом командировок и отпусков. В этих условиях власти решили провести мобилизацию горцев-мусульман под видом добровольчества. Для агитации среди горцев Чечено-Ингушской АССР власти широко сотрудничали с мусульманской общественностью. Агитация добровольцев велась непосредственно во время мусульманских богослужений. Результаты пропаганды были разные. В феврале — марте 1943 года в Дагестане удалось собрать много добровольцев, в Чечено-Ингушской АССР набор выполнить не удалось.
Постановление Государственного комитета обороны от 13 октября 1943 года вводило запрет на призыв лиц местных национальностей, 1926 года рождения, в следующих территориях: среднеазиатские республики, Казахстан, три закавказские республики, автономии Северного Кавказа.
Таким образом, призывники-мусульмане национальных окраин были освобождены от призыва в армию. Отсрочка от призыва, введённая в 1943 году, действовала около года. Постановление Государственного комитета обороны от 25 октября 1944 года предписывало:

Обязать НКО (т. Смородинова) в ноябре месяце 1944 года призвать на военную службу всех граждан мужского пола, родившихся в 1926 году, местных национальностей Грузинской, Азербайджанской, Армянской, Туркменской, Таджикской, Узбекской, Казахской и Киргизской Союзных Республик.
Постановление Государственного комитета обороны от 25 октября 1944 года сохранило запрет на призыв в армию представителей местных национальностей автономий Северного Кавказа 1926 года рождения. Одновременно это Постановление Государственного комитета обороны от 25 октября 1944 года освободило от призыва представителей местных народов среднеазиатских республик и Казахстана, родившихся в 1927 году.
Таким образом, с точки зрения призыва в армию советские мусульмане в 1943—1945 годах были разделены на три правовые категории:
- Подлежащие призыву наравне с русскими, украинцами и белорусами — мусульмане Поволжья (татары и башкиры);
- Освобождённые от призыва в армию с 1943 года — горцы Северного Кавказа;
- Призываемые с 18-летнего возраста (в 1944 и 1945 годах) мусульмане Средней Азии, Казахстана и Закавказья.

В мае 1944 года были образованы два духовных управления мусульман. Первое из них было создано «сверху». 16 мая 1944 года Президиум Верховного совета РСФСР принял решение о создании Духовного управления мусульман Северного Кавказа и поручил Хизри Гебекову возглавить организационную комиссию по его созданию. В итоге Гебеков стал председателем этого духовного управления мусульман. 20 — 23 июня 1944 года в Буйнакске состоялся съезд Духовного управления мусульман Северного Кавказа, который принял патриотическое воззвание.
19 мая 1944 года 25 — 28 мая 1944 года в Баку прошёл съезд духовенства, который принял патриотическое воззвание и учредил Духовное управление мусульман Закавказья.
19 мая 1944 года по инициативе В. Н. Меркулова для работы с неправославными религиозными организациями был создан Совет по делам религиозных культов при Совете народных комиссаров СССР. Первым председателем Совета стал подполковник Константин Зайцев. Он пробыл в своей должности меньше месяца. 6 июня 1944 года председателем Совета стал Иван Полянский, который оставался на этом посту до своей смерти в 1956 году.
Правовой статус мусульманских организаций в 1944 году изменился, как и статус других религиозных организаций. Постановление 1929 года не было отменено (и даже не изменено), но вышли нормативные акты, которые противоречили его положениям. Например, религиозные организации в 1944—1945 годах получили ограниченные права юридических лиц — право открывать текущие счета в банке, право аренды, строительства и покупки в собственность зданий и транспорта. В 1944 году было смягчено налоговое бремя: проживающих в сельской местности служителей культа освободили от обязательных поставок государству мяса и яиц (если у них не было ни домашнего скота, ни птицы), недействующие культовые здания были освобождены от налогов и страховых взносов.
Советские власти проводили практику «подкармливания» религиозных лидеров в буквальном смысле слова. Совет по делам религиозных культов разослал на места указания, которые предписывали при приёме советскими чиновниками религиозных авторитетов «практиковать угощение их подачей завтрака прямо в кабинет за счёт облисполкома». Верующие в годы войны почувствовали послабления и стали открыто отмечать религиозные праздники. Некоторым советским чиновникам такое новое отношение к религии не нравилось.
За свою патриотическую деятельность в годы войны представители духовных управлений мусульман были награждены советской властью медалями «За доблестный труд в годы Великой Отечественной войны».
Другой приметой военного времени стал резкий рост вооружённого сопротивления в тыловых районах СССР, в том числе в мусульманских местностях. Если к 1941 году (кроме Чечено-Ингушской АССР и Дагестанской АССР) в мусульманских местностях Советского Союза практически не было «на учёте» НКВД СССР банд, то уже во второй половине 1941 года они активизируются. 30 сентября 1941 года в ряде республиканских НКВД (в том числе мусульманских союзных республик — Азербайджанской, Узбекской, Таджикской, Туркменской, Казахской и Киргизской), а также в Дагестане и Чечне были созданы отделы по борьбе с бандитизмом со штатом от 14 до 67 человек. В дальнейшем проблема мусульманского бандитизма стояла столь остро, что штаты этих Отделов увеличивали.
Во второй половине 1941 года в Средней Азии и Казахстане органами НКВД (по официальным данным) были ликвидированы «34 банды с 324 участниками и арестовано 270 активизировавшихся бывших басмачей». В 1942 году проблема бандитизма в Средней Азии обострилась. За 1942 год штат отдела по борьбе с бандитизмом НКВД Узбекской ССР был увеличен с 15 до 38 человек, а Отдела по борьбе с бандитизмом НКВД Казахской ССР с 56 до 66 человек. В 1942 году в Узбекскую ССР был введён для борьбы с бандитизмом 285 полк внутренних войск НКВД. За 1942 год по Средней Азии и Казахстану были ликвидированы 285 банд с 2625 участниками. За 1943 год в Средней Азии и Казахстане сотрудниками НКВД были ликвидированы уже 772 банды с 5193 участниками.
В 1944 году произошло снижение численности и активности мусульманских вооружённых группировок в Средней Азии и Казахстане. Александр Леонтьев отмечал в секретном докладе 1944 года:

По сравнению с предыдущими годами степень поражённости бандитизмом Среднеазиатских республик намного уменьшилась. Действующие ныне небольшие по численности банды из дезертиров Красной Армии, оборонной промышленности и лиц, уклонившихся от военной службы, занимаются главным образом ограблением частных лиц и колхозов и в некоторых случаях — нападениями на отдельных советско-партийных работников и военнослужащих.
Леонтьев приводил статистику, подтверждающую его слова: за I полугодие 1944 года в среднеазиатских республиках органами НКВД были ликвидированы 238 бандитские группы с 1288 участниками.
Из трёх республик Закавказья в период войны наибольшего размаха бандитизм достиг в мусульманской Азербайджанской ССР. Это видно из следующих цифр. За 1942 год в трёх республиках Закавказья органами НКВД были ликвидированы 290 бандитских групп (1535 участников), из которых 163 банды (с 748 участниками) ликвидировали на территории Азербайджанской ССР.

### Ислам и оккупационные власти
Фактор оккупации для советского ислама не сыграл такой значимой роли, как для Русской православной церкви. Как известно, более половины православных храмов и молитвенных домов СССР (7405 из 14187 действовавших на 1 января 1948 года) было открыто во время немецко-фашистской оккупации на занятой противником территории. Ничего подобного не было в истории мусульманских культовых зданий. Это было связано с тем, что почти все территории СССР с мусульманским населением не были ни одного дня под оккупацией и всю войну жили по советским законам. Оккупации подверглись только Крым и некоторые автономные мусульманские автономии Северного Кавказа: Кабардино-Балкарская АССР (частично), Адыгейская автономная область (полностью), Карачаево-Черкесская автономная область (частично), Северо-Осетинская АССР (частично) и Чечено-Ингушская АССР (частично).
Кавказские автономии пробыли под оккупацией всего несколько месяцев и были вскоре освобождены советскими войсками. Влияние политики оккупантов на возрождение на этих территориях ислама было в значительной мере сведено к нулю тем, что ряд мусульманских народов СССР, оказавшихся в оккупации (карачаевцы, балкарцы и крымские татары и некоторые кабардинцы) был в 1944 году депортирован с мест проживания. На их места проживания были поселены преимущественно немусульмане. Поэтому многие открытые при оккупантах в Крыму и на Северном Кавказе мечети прекратили функционировать уже в 1944 году. Кроме того, часть мусульманского духовенства ушла с оккупированных территорий за границу. Например, в Польшу в 1944—1946 годах эмигрировали многие белорусские татары. В результате, из 16 мечетей Белоруссии в 1946 году 10 были заняты культурно-просветительскими учреждениями, 3 были повреждены в боевых действиях, а ещё 3 пустовали.
От оккупации мусульманские религиозные организации понесли намного меньший урон, чем структуры других конфессий. По данным созданной советскими властями Чрезвычайной государственной комиссии по установлению и расследованию злодеяний немецко-фашистских захватчиков, гитлеровцы разрушили только две мечети и ещё две повредили. При этом, например, гитлеровцами было разрушено и повреждено по данным той же Комиссии 237 католических костёлов. Это тем более показательно, что сам Гитлер был католиком.
На оккупированных немцами мусульманских территориях произошло своеобразное возрождение ислама. Немцы поощряли открытие мечетей. В частности, Уполномоченный Совета по делам религиозных культов по Кабардинской АССР в марте 1947 года так описывал политику немцев в отношении мусульман:

…немцы повсеместно насаждали в кабардинских сёлах религиозные мусульманские общины сверху. В результате во всех сёлах КАССР в период немецкой оккупации были открыты по 2 — 3 мечети, причём там, где не сохранились здания бывших мечетей, немцы превращали в мечети жилые дома и общественные постройки, куда в приказном порядке посылали людей, штрафуя каждого за непосещение мечети. Таким образом, период немецкой оккупации был периодом наивысшего религиозного движения. После изгнания немцев из Кабардинской АССР все эти религиозные общины самозакрылись, остались только 10 религиозных мусульманских общин
Немцы регистрировали мечети на оккупированной территории, вручая общине документ и печать. Такая политика вызвала симпатии к немцам со стороны части мусульман на оккупированной территории, поскольку она контрастировала с массовым закрытием мечетей советскими властями в предшествовавшие годы и с волокитой в послевоенный период. В июне 1948 года один из жителей Кабардинской АССР так описывал этот контраст:

немцы без всякого заявления со стороны верующих открывали мечети и назначали мулл, создавая всё необходимое для свободного вероисповедания — богослужения, а Советская власть этого не делает, требует заявления и много других ненужных документов, чтобы узнать людей, связанных с религией, а затем применить к ним репрессивные меры и т. д.
На оккупированных территориях с мусульманским населением немецкие власти не только поощряли, но и настаивали на соблюдении верующими исламских обычаев. Так в Нальчикском районе все бургомистры за два дня до Курбан-байрама 1942 года получили указание от оккупационных властей о том, что всё взрослое мужское население в обязательном порядке должно посетить богослужения в день «великого праздника Курман». По рекомендации оккупационных властей в декабре 1942 года в Нальчикском районе местные власти сделали пятницу выходным днём для мусульман, а воскресенье — днём отдыха для христиан, причём отметили, что в эти выходные дни мусульмане должны посещать мечети, а христиане церкви и молитвенные дома. Шеф Нальчикского района в своём приказе от 8 декабря 1942 года указывал подчинённым следующее:

Доведите до сведения населения, что содержание свиней в кабардинских селениях по мусульманским законам не допускается, примите меры, чтобы имеющиеся свиньи были размещены на окраинах сёл и содержались в помещениях
За 2,5 года оккупации в Крыму открылся ряд культовых зданий разных конфессий (кроме иудаизма), в том числе более 50 мечетей. При этом оккупационные власти препятствовали вмешательству духовенства в политику. Так, оккупанты пресекли осенью 1943 года попытку крымских татар избрать муфтия, выяснив, что инициаторы выборов преследовали в том числе политические цели.
В Белоруссии при оккупации открылись мечети местных татар. В частности, в Минске в 1942 году возобновилась деятельность мусульманской общины.
Религиозное возрождение на оккупированных территориях немецкие власти использовали для антисемитской пропаганды, утверждая, что борьбу с религией в предвоенный период вели евреи. При этом в оккупационных изданиях часто подчёркивалось, что большевики терпимо относились к иудаизму (хотя советская притесняла иудеев не меньше, чем верующих других конфессий).
Нацистская пропаганда была в большей степени рассчитана на русское православное население, чем на мусульман. Поэтому среди пропагандистской периодики абсолютно преобладали издания на русском языке. По подсчётам историка Ивана Грибкова из более чем 450 наименований периодики, выпускаемой на оккупированных территориях СССР, более 350 изданий выходили на русском языке. Несмотря на то, что в основном евреев обвиняли в гонениях на православие, порой нацистские пропагандисты подчёркивали, что евреи-большевики виновны также в преследованиях мусульман. Например, в ноябре 1942 года на улицах Нальчика (оккупирован с 28 октября 1942 года по 3 января 1943 года) появилось «Воззвание к кабардинскому и балкарскому народу», в котором утверждалось:

Верующие кабардинцы и балкарцы! Беритесь активно за восстановление своей попранной жидо-большевиками религии!
Немцы также отчасти восстановили некоторые мусульманские управленческие структуры. В оккупированной Литве нацисты разрешили создание муфтията во главе с Я. Шинкевичем. 18 декабря 1942 года в Нальчике на Курбан-байраме был избран верховный кади Кабардино-Балкарской АССР.
Нацисты вели активную пропаганду как в занятых ими мусульманских местностях, так и среди мусульман тыловых районов Красной армии. В ходе пропаганды доказывалось, что Гитлер является другом мусульман, обличалась политика советской власти, притеснявшей ислам. В Нальчике власти провели церемонию захоронения жертв НКВД.
Пропаганда имела успех не только на оккупированной немцами территории, но и за её пределами. Например, в Таджикской ССР в годы войны произошла активизация басмачества.
Летом и осенью 1941 года гитлеровцы принимали советских военнопленных-мусульман, прошедших обрезание, за евреев и расстреливали их на основании приказа № 8 от 17 июля 1941 года.
В дальнейшем гитлеровцами из числа советских военнопленных, принадлежавших к мусульманским народам, были созданы мусульманские воинские части. Эти подразделения использовались как вспомогательные на Восточном фронте и для борьбы с партизанами. Исследователь С. И. Дробязко отметил, что в гитлеровских войсках служили 160 тысяч представителей советских мусульманских народов (около 13,5 % СССР):
- 10 тыс. крымских татар;
- 12,5 тыс. волжских татар;
- Около 30 тыс. жителей Северного Кавказа;
- 40 тыс. азербайджанцев;
- 70 тыс. казахов и представителей народов Средней Азии.

Много мусульман (в основном татар и башкир) служило в немусульманских формированиях — Русской освободительной армии, Грузинском легионе. В мусульманских частях нацисты вводили должности мулл и использовали исламскую символику. В воинских частях разрешалось выполнение мусульманских обрядов (кроме хаджа). Конечно, не все мусульмане, попавшие в плен, переходили на сторону немцев. Известно, что на 1 августа 1944 года в немецком плену оставалось 36406 мусульман. Части, созданные гитлеровцами из мусульман-военнопленных, оказались ненадёжными в бою. Особенно это касалось мусульман Поволжья.
Кроме того, оказалось, что советские военнопленные из числа мусульманских народов (особенно татар и башкир) в большинстве своём равнодушны к исламу. Конечно, в созданном нацистами из народов Поволжья легионе «Идель-Урал» были военные муллы, а легионеры исполняли мусульманские обряды. Но в целом уровень религиозности оставался невысоким. И. А. Гилязов проанализировал еженедельную газету легиона и отметил, что «материалов чисто религиозного содержания» в ней публиковалось мало, причём многие из них были чисто информативными — например, о праздновании религиозных праздников. Нацисты понимали это. Граф Леон Стамати 22 марта 1945 года писал следующее:

Татарам, рассудительному крестьянскому народу, религиозный фанатизм не присущ вовсе. Панисламизм вряд ли найдёт у них широкий отклик, а может, даже вызовет смех. Выступление палестинского муфтия как друга и соратника перед татарскими добровольцами будет выслушано, безусловно, с большим вниманием, особенно, если оно будет сопровождаться раздачей сигарет и шнапса
Формировались татарские части в Крыму, при этом новобранцы присягали Гитлеру на Коране. На заседании Симферопольского мусульманского комитета 3 января 1942 года выступил «главный мулла городской мусульманской общины», который заявил, что «его религия и верования требуют принять участие в священной борьбе совместно с немцами», а в конце мероприятия по свидетельству его куратора (обер-фюрера СС Отто Олендорфа):

…татары встали, покрыли свои головы, и, повторяя за муллой, произнесли три молитвы: 1-ю — за достижение быстрой победы, общих целей и долгую жизнь фюрера Адольфа Гитлера; 2-ю — за немецкий народ и его доблестную армию; и 3-ю — за погибших в боях солдат Вермахта
Во время вербовочной кампании января 1942 года многие муллы были членами мусульманских комитетов и трудились в функционировавших при них вербовочных комиссиях. В конце июля 1943 года в Крыму татарские добровольцы клялись в верности Гитлеру на Коране.
В конце войны немцы начали возрождать мусульманское образование. В июне 1944 года ими были открыты курсы подготовки военных мулл со сроком обучения в 3 недели. 26 ноября 1944 года в Дрездене была открыта школа мулл. Просуществовала она недолго. 23 февраля 1945 года школа эвакуировалась в Вайсенфельс и к началу марта того же года уже не существовала.
Некоторые мусульмане участвовали в партизанском движении. В частности, два имама из Базоркино возглавляли партизанский отряд.